# Спас Мартинов
Спас Михайлов Мартинов с псевдоним Воин е български революционер, деец на Вътрешната македоно-одринска революционна организация.

## Биография
Роден е 23 юни 1872 година в град Битоля, тогава в Османската империя. През 1896 година завършва славянска филология в Софийския университет и учителства в Солунската българска мъжка гимназия. По време на Солунската афера от януари 1901 година е предварително уведомен от Иван Хаджиниколов за арестите на турската полиция и успява да се укрие. От там отива като учител в Одринската българска мъжка гимназия, където през 1901 година замества Лазар Димитров като председател на Одринския окръжен революционен комитет. Между 13 и 15 април 1902 година в Пловдив участва в конгреса на Одринския окръжен комитет заедно с Гоце Делчев и Михаил Герджиков, където е избран за член на окръжния комитет.
Същата година е избран за член на Централния комитет на ВМОРО заедно с Иван Гарванов и Димитър Мирчев. През 1903 година участва в заседанието на Солунския конгрес на ВМОРО. През пролетта на същата година е арестуван от турските власти и екстрадиран в България. По време на Илинденско-Преображенското въстание работи в Задграничното представителство на ВМОРО заедно с Владимир Руменов и Димитър Стефанов. По-късно през 1904 година взема участие в подготовката на чети, които трябва да навлязат във вътрешността на Македония. След това е учител в Свищов без да прекъсва дейността си във ВМОРО.

В България е дългогодишен активист на Илинденската организация и председател на Свищовското македонско благотворително братство. В списание „Илюстрация Илинден“ е поместен материал по повод кончината му, в който се казва: 
| „ | В душата му бушуваше негодуванието от чрезмерните неправди изсипани върху българския род, който той така силно обичаше и за който на младини е бил готов да пролее собствената си кръв. | “ |

Спас Мартинов умира в София на 30 декември 1937 година.